# عمار زقرار
عمار زقرار ولد في 3 أبريل 1956 في باتنة بالجزائر، وتوفي في 23 أكتوبر 2014 في فيلجويف هو سياسي جزائري، شغل منصب وزير لدى رئيس الحكومة بحكومة حمداني.